# Amikor a világ kifordul a sarkából
Az Amikor a világ kifordul a sarkából (eredeti címe és megjelenése: Die Welt aus den Angeln, München, 2017) Philipp Blom német történész, filozófus 2023-ban a Európa Könyvkiadónál megjelent könyve. Fordította Mesés Péter. 
Alcíme: A kis jégkorszak (1570–1700) és a modern Nyugat hajnala.
A szerző a „hosszú” 17. század jelentős európai (többnyire nyugat-európai) fejleményeit, gazdasági és társadalmi átalakulását az akkori nagy klímaváltozás hatásaként, a megváltozott éghajlat következményeire adott sajátos „válaszként” mutatja be. Tudományos igénnyel, de közérthető nyelven tárgyalja a könyv szerteágazó témáit. 

## Tartalmi ismertetése
A klímakutatók véleménye nagyon eltérő arról, hogy meddig is tartott az ún. kis jégkorszak, vagyis a középkori meleg időszak utáni lehűlés időszaka. A könyv – alcímében – az 1570–1700 közötti periódust jelöli meg, de elsősorban nem magával a klímaváltozással foglalkozik, hanem annak hatásaként a társadalom, a gazdaság, a kultúra, a filozófiai gondolkodás változásaival Európában (főként Nyugat-Európában) az adott időszakban. A szerző a prológusban így mutatja be a könyv három nagy fejezetét:
- Az első fejezet ismerteti, „miként tört rá 1570 körül a klímaváltozás Európára”, milyen reakciókat váltott ki, és mit jelentett ez az emberek számára (1570–1600)
- A második fejezet bemutatja, milyen alapvető fejlemények, „új gyakorlatok, új tudás és új felfedezések” történtek a társadalmi élet különböző területein (a 17. század első fele)
- A harmadik fejezet nagyrészt az európai gondolkodás és világfelfogás változásáról szól.

Az epilógus összegző megállapításokat tartalmaz és egybeveti a 17. századi változásokat a mai helyzettel. A kötetet gazdag, 30 oldalnyi bibliográfia egészíti ki. 
„Isten elhagyott minket” – Európa 1570–1600

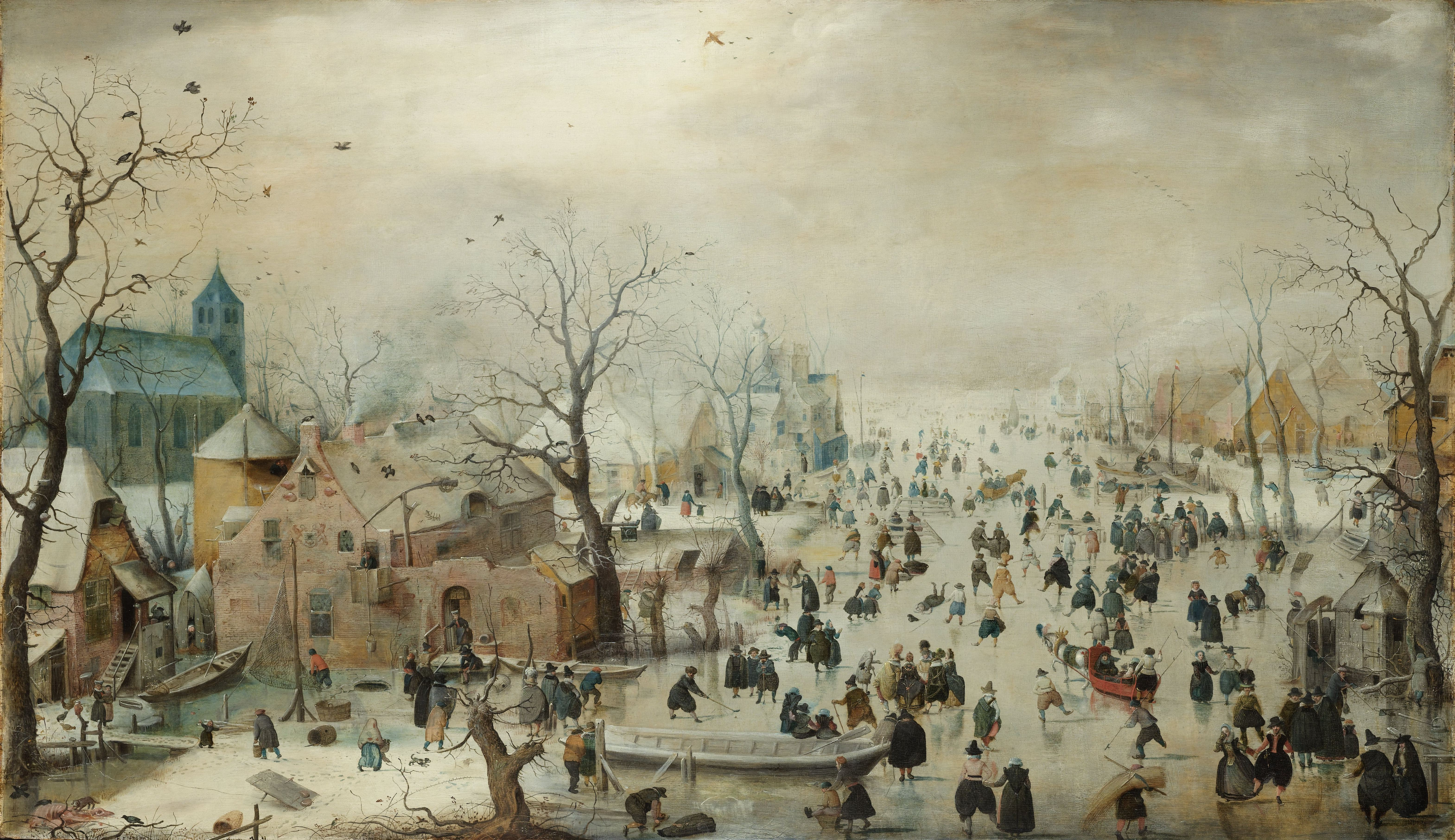
Hendrick Avercamp: Téli táj korcsolyázókkal (1608 k.)

A 16. század utolsó évtizedeiben világszerte jelentős lehűlés következett be. Az erős fagyok, a nagy nyári esőzések és viharok Európát különösen sújtották. 1569-ben a velencei lagúnák hónapokra befagytak, Angliában a Temze számos év telén szintén befagyott. 1588-ban a spanyol Nagy Armada Anglia elleni felvonulása katasztrófába torkollott, és a sarkvidéki vihar megmentette Angliát a spanyolok inváziójától.  
Franciaországban 1570-ben még a déli vidékek folyói is befagytak; a 16. század végén az országban éhínségek és vallásháborúk pusztítottak. 1590-ben IV. Henrik király csapatai hónapokig ostromzár alatt tartották Párizst, a városban éhínség tört ki, és több tízezren haltak meg. (40.)
1600-ban a perui Huaynaputina vulkán hatalmas kitörése az egész Föld éghajlatára kihatott, az északi féltekén sokévnyi jelentős lehűlést okozott, ami a mezőgazdaságot különösen kedvezőtlenül érintette, kevés gabona termett. A városokban ritkán volt jó ivóvíz; a bor a mindennapi élet része volt, nem luxuscikk, és a gyenge szüretek miatt ebből is hiány lépett fel. Itáliában a déli gabonatermő vidékek rossz termése miatt Amszterdamon át a Baltikumból kellett gabonát importálni. Az 1590-es évek egymás utáni rossz termései miatt más országokban is felszöktek a gabonaárak. Az extrém időjárás és a fenyegető éhínség árnyékában könnyen terjedtek a világvége-fantáziák. Mindez hisztériát váltott ki az emberekből és kedvezett a gyakori boszorkányüldözéseknek.
Jellemzi a kort, hogy a szellem nagyjai közül John Dee okkultista tudós, aki a természet változásaira misztikus magyarázatokat keresett, I. Erzsébet angol királynő udvarának mágusa volt, a természettudós Giordano Brunót viszont 1600-ban máglyán megégették. A kor kiemelkedő gondolkodója volt Montaigne; fő műve, az  Esszék először 1580-ban jelent meg, majd angol fordításban 1603-ban. „Montaigne esszéi egyszerre jelentik a világ felfedezését és a visszavonulást a kellemetlen valóságból…” (76.)
„A rossz aratások és az éhínségek, a fagyos telek és az esős nyarak számos emberrel hitették el, hogy a világ kifordul a sarkából. Az éhséglázadások, vallásháborúk és boszorkányüldözések tovább erősítették a vész, a válság és a fenyegetettség tudatát. …Új utakat kellett találni, hogy egy látszólag természetellenessé vált világ kihívásaival szembenézhessenek.” (78.)
A vaskor

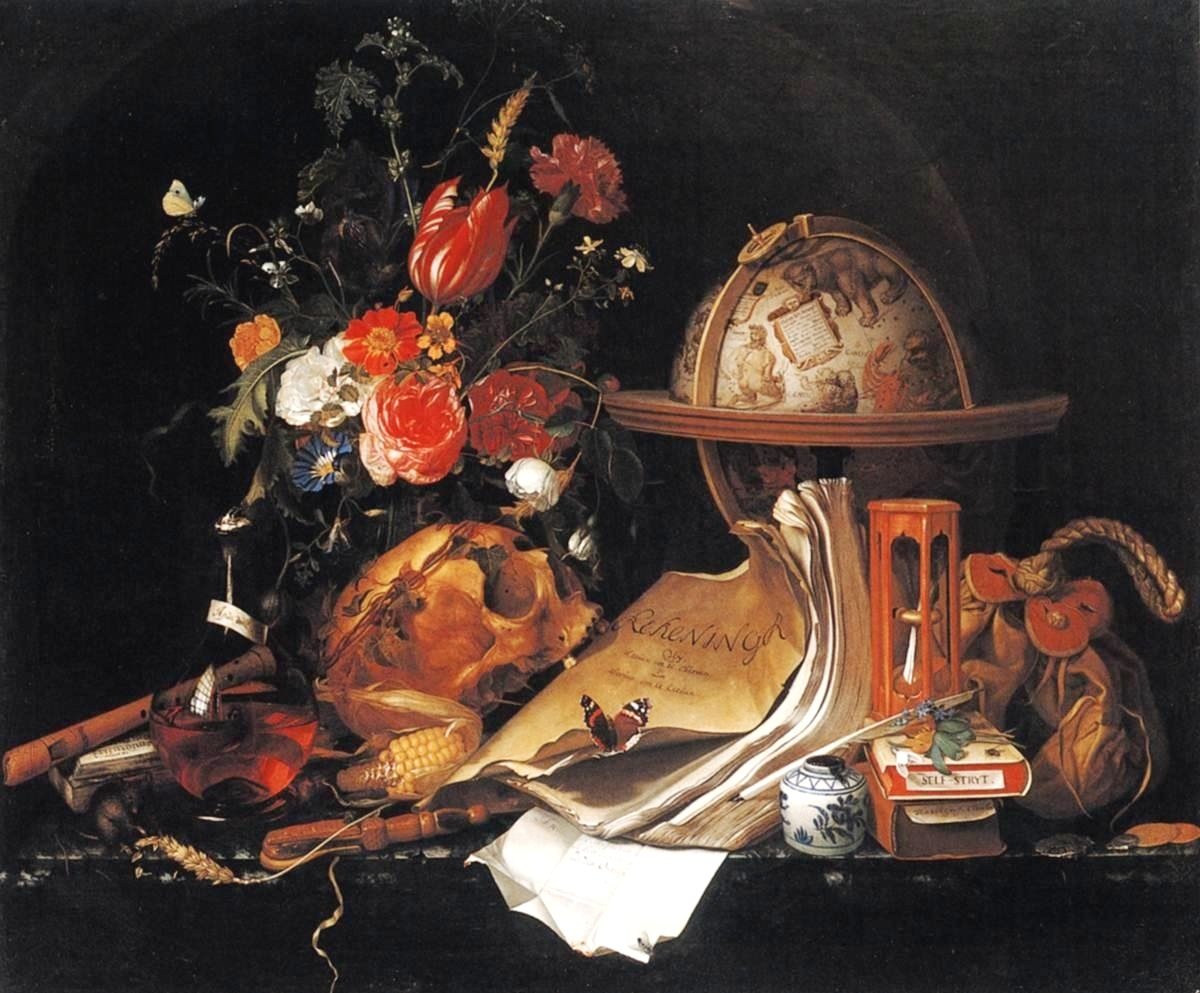
Maria van Oosterwijck: Vanitas-csendélet (1668)

1575-ben Leidenben a montpellier-i egyetem mintájára megalapították az egyetemet, amely hamarosan szellemi központtá vált. Itt hozta létre az egyetem idős professzora, Clusius flamand botanikus Európa egyik legfontosabb növénygyűjteményét az 1590-es években. A 16. század végén Amszterdam emelkedett fel tengeri kikötője, a Baltikumból szállított gabona kereskedelme és a tengerentúli kereskedelem révén. A Brit Kelet-indiai Társaság (1600) után 1602-ben megalakult a Holland Kelet-indiai Társaság, amely ugyanabban az évben létrehozta a világ első tőzsdéjét.
A mezőgazdaságban is változások történtek. Megjelent a kukorica, terjedni kezdett a burgonya termelése. A falvak közösségi földjeinek (legelőinek) eltulajdonítása, Angliában az ún. bekerítések következtében nagyobb uradalmi birtokok jöttek létre, amelyek már piacra is termeltek. A parasztok elüldözése a földekről lázadásokhoz vezetett, ugyanakkor létrehozta az olcsó munkaerő lehetőségét. A könyv itt kitér Polányi Károly 1944-ben megjelent munkájának, A nagy átalakulásnak ismertetésére. 
A századforduló környékén egy másik „forradalom” is kialakult: az írni-olvasni tudás gyors elterjedése. Európa-szerte megnőtt a jezsuita iskolák száma, ahol új nevelési módszereket vezettek be. Fejlődésnek indult a nyomdászat, különféle egylapos kiadványok, röplapok jelentek meg, olcsóbb lett a könyvnyomtatás. Amszterdam már a könyvnyomtatásnak is egyik központja lett. (108.) A kereskedelem és a műveltség terjedésével elkezdődött a középosztály kialakulása. Közép-Európában eközben dúlt a harmincéves háború (1618–1648), „a legvéresebb konfliktus, amit Európa addig valaha is látott.” A háborúk természetesen nem állnak ok-okozati viszonyban a rossz időjárással – hangsúlyozza a szerző –, akkoriban mégis a kettőt sokan „amolyan ikerbüntetésnek tartották.” (113.) A kis jégkorszak közepén egy további „forradalom”, a harcászat forradalma is zajlott: a muskéták és a tüzérség fejlődése, csillag formájú védővonalak alkalmazása, a hadviselés átalakulása. Ezt a változást a nördlingeni csata (1634) illusztrálja. (116.) 
A változásokhoz nagyon sok pénzre és újfajta, piaci gondolkodásra volt szükség. „A keresztény Európában elméleti és gyakorlati szakemberek először gondolkodtak módszeresen a gazdaságról és a társadalomról… Gondolataik és érveléseik elbűvölő módon helyezik el őket a középkor és a felvilágosodás közé.” (123.) Kialakul és terjedni kezd a merkantilista szemlélet. Thomas Mun angol közgazdász, a Brit Kelet-indiai Társaság igazgatója tömör megfogalmazása szerint: „minden évben többet kell eladnunk az idegeneknek, mint amennyit vásárolunk tőlük.” (123.) A merkantilista államelméletet sikeresen alkalmazta Franciaországban IV. Henrik király minisztere, Sully hercege (Maximilien de Béthune) is. (128.) A merkantilista felfogás szerint a kereskedelem – háború más eszközökkel. (135.) A háborús és az erőszakos eszközök azért továbbra is megmaradtak. Mutatja ezt Jan Pieterszoon Coen könyörtelen uralma Indonéziában (134.) és a rabszolgaság elterjedése a gyarmatokon, ahol az ültetvényeken és a bányákban rabszolgák tömegeit robotoltatták – az európai piac számára. (133.)
Üstökösökről és más égi tüneményekről

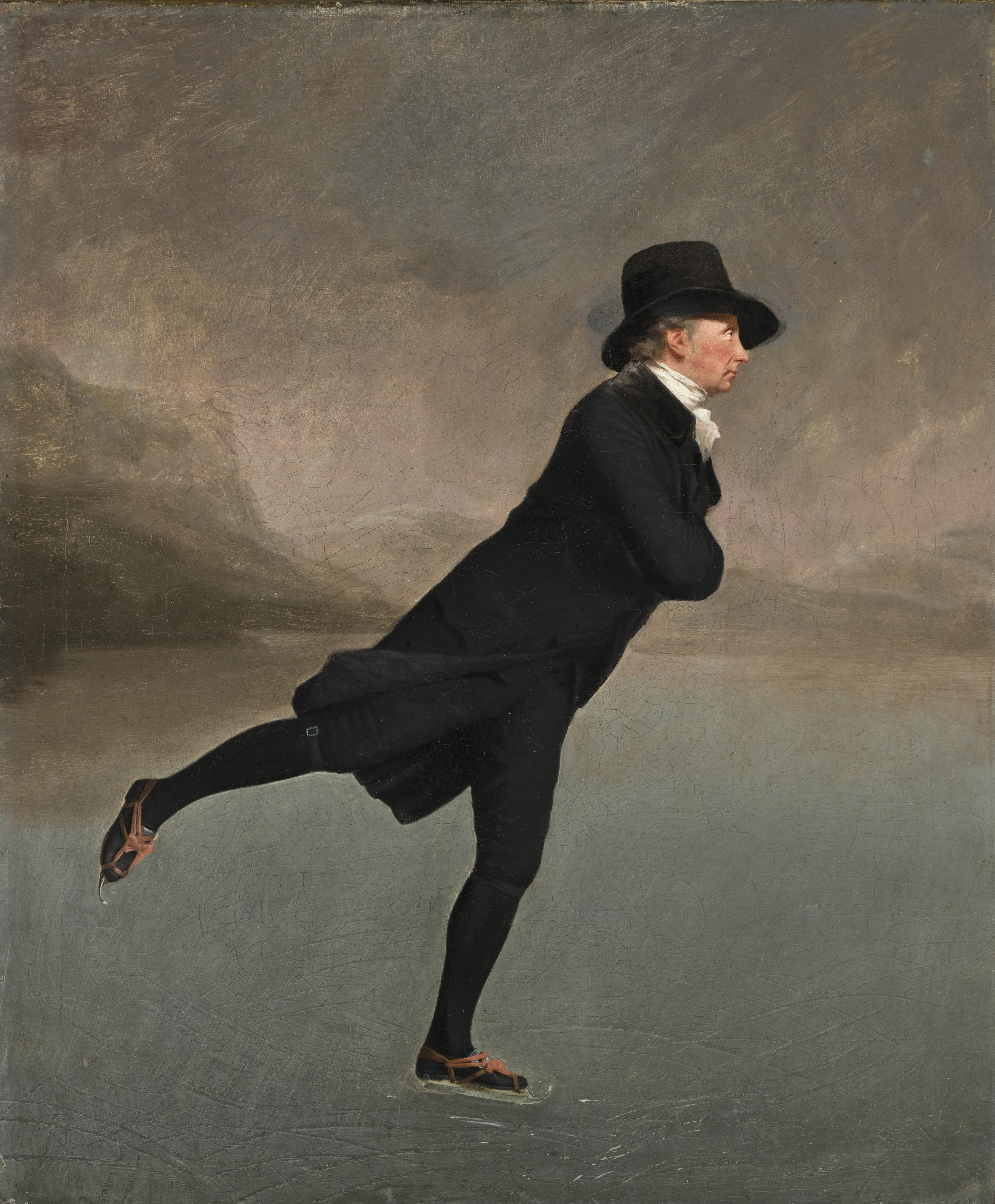
Henry Raeburn: Robert Walker tiszteletes korcsolyázás közben (1790-es évek)

A harmadik fejezet az 1680 végén megjelent üstökös és a különösen hideg tél leírásával kezdődik. A sokfelé riadalmat keltett jelenségről fontos munkát közölt Pierre Bayle francia filozófus, de üldözött hugenottaként – hiszen a nantes-i ediktumot 1685-ben lényegében visszavonták – fő műve már Rotterdamban készült és jelent meg 1697-ben. „Kora filozófiai irodalmának bestsellere lett.” (189.)
Philipp Blom könyve hosszan ismerteti Spinoza életútját és nézeteit (190-209.), majd kitér Sabbatáj Cévi, a zsidó álmessiás életére, aki „a korai újkor egyik legnagyobb messiásváró tömeghisztériáját” okozta a zsidók körében. (212.) Végül a „rideg pragmatikus” John Locke-ot mutatja be, aki a polgári középosztály képviselőjeként már azt hangsúlyozta, hogy a természet törvényeinek megfelelően mindenki egyenlő; nézetei így „ösvényt vágtak a hatalom irányába.” (226.)
A 17-18. század fordulóján továbbra is háborúk és éhínségek pusztítottak, de Európa jelentősen megváltozott. A mezőgazdaságban új gabonafajták és zöldségfélék jelentek meg, a közösségi földek megszerzésével piacra is termelő uradalmi birtokok jöttek létre, a szőlőtermesztés a melegebb déli vidékekre tevődött át. A nemzetközi kereskedelem pótolni tudta a rosszabb évek kieső gabonatermését és növelte a pénz iránti keresletet, kialakult a merkantilista szemlélet. Fontos változások történtek a hadviselésben, fejlődött az iskoláztatás és a nyomtatás, kialakultak a nyilvánosság egyes új formái. A változások nem álltak közvetlenül ok-okozati viszonyban a klímaváltozással – hangsúlyozza a szerző –, de „döntő módon járultak hozzá a válság megoldásához.” (236.) Az új helyzethez alkalmazkodás országonként eltérő volt. Spanyolországra pl. kevéssé volt jellemző, Franciaországra csak részlegesen, Hollandiában viszont annál sikeresebben ment végbe. 
Epilógus
Az epilógus egyfajta összegzés, amely a 21. századra vonatkoztatható gondolatokról és a mai helyzet néhány jellemzőjéről is szól. Előbb a 18. századi nagy filozófus, Voltaire vitatható nézeteiről olvashatunk, majd másodszor is előkerül (a 231. oldal után) Bernard Mandeville allegorikus története, A méhek meséje.
„Azt nem látjuk, a méhek hogyan gondolkodnak. De azt az adaptív teljesítményt megcsodálhatjuk, amit az európai népek evolúciós módon, tehát tervezés és előre kitűzött célok nélkül elértek. Létrehoztak egy új gazdasági rendszert, a korai kapitalizmust... (242.) A 17. század paradox, kettős öröksége – a középosztály önérdeke és önképe közötti ellentmondás, ami bizonyos értelemben mindig is képmutatáshoz vezet – ma is töretlen. Univerzális emberi jogokról beszélünk, de a gazdasági növekedésünk még erőteljesebben az emberek és a természeti erőforrások kizsákmányolására alapul, mint a kis jégkorszak kori Európában.” (251.)
„A klímaváltozásra alig reagálunk hatékonyabban, mint az elődeink.” (252.).

### Illusztrációk
A könyvet egy festmény leírása vezeti be, a második és a harmadik fejezetet is egy-egy festmény zárja.
- A Téli táj korcsolyázókkal című kép (1608 k.) a festő, Hendrick Avercamp vágyait fejezi ki: „a társadalmi béke és egység allegóriája.” (8.)
- Maria van Oosterwijck holland festőnő Vanitas-csendéletén (1668) a polgári lét mindennapi tárgyai a mulandóság benyomását keltik. (170.)
- Henry Raeburn festményén Robert Walker tiszteletes korcsolyázás közben látható (1790-es évek). A szerző értelmezése szerint alakja „Kibillent az egyensúlyából, a jövő felé fordul… tudomást sem vesz a tájról… Egyedül van.” (240.)

## Magyarországi fogadtatása
Az inkább esszé jelleggel, mint száraz tudományos stílusban megírt könyv „izgalmas és inspiráló időutazásra viszi olvasóját.” Nemcsak a korabeli éghajlat változásait dokumentálja, hanem a polgárosodás és a kialakuló polgári nyilvánosság krónikája – egyben kritikája – is. „Öröm kézbe venni és nehéz letenni.”
„Valójában ez a két problémám van Blom informatív és lendületes könyvével. Egyrészt úgy érzem, hogy túl sok témát dob fel, majd enged el; másrészt nem eléggé láttatja a témák közötti összefüggéseket. Az első fejezetben körüljárja a válságot, a következőben az anyagi és szellemi újításokat, ám a két világ közötti kapcsolódásokat alig-alig érinti – mintha hol az egyik, hol a másik szemét használná.”